# 5972 Гарріаткінсон
5972 Гарріаткінсон (5972 Harryatkinson) — астероїд головного поясу, відкритий 5 серпня 1991 року.
Тіссеранів параметр щодо Юпітера — 3,330.